# Antonette
Antonette ist ein weiblicher Vorname.

## Herkunft und Bedeutung
Antonette ist die rätoromanische Verkleinerungsform von Antonia.